# Ronald Wilfred Gurney
Ronald Wilfred (ou Wilfrid) Gurney (Cheltenham, 1 de julho de 1899, Inglaterra – Nova Iorque, 15 de abril de 1953) foi um físico britânico e pesquisador pupilo de William Lawrence Bragg na Victoria University of Manchester durante as décadas de 1920 e 1930, Universidade de Bristol durante a década de 1930 e mais tarde nos Estados Unidos, onde morreu.

## Processos de decaimento radioativo
Enquanto no Palmer Physical Laboratory (atual Frist Campus Center) na Universidade de Princeton em 1926–1928, descobriu o decaimento alfa via tunelamento quântico, juntamente com Edward Condon e independentemente de George Gamow. No início da década de 1900 materiais radioativos eram conhecido ter taxas características de decaimento exponencial ou meia-vida. Ao mesmo tempo emissões radioativas eram conhecidas ter certas características energéticas. Por 1928 Gamow resolveu a teoria do decaimento alfa de um núcleo via tunelamento quântico e o problema foi também resolvido independentemente por Gurney e Condon. Gurney e Condon no entanto não produziram os resultados quantitativos obtidos por Gamow em seu trabalho.

## Livros
- Elementary quantum mechanics, Cambridge [Inglaterra] The University Press, 1934.
- Introduction to statistical mechanics, Nova Iorque, McGraw-Hill Book Co., 1949.
- Electronic Processes in Ionic Crystals (1940, physics; com N.F. Mott)